# Bruno Zapelli
Bruno Zapelli (Villa Carlos Paz, Córdoba, Argentina; 16 de mayo de 2002) es un futbolista argentino que actualmente se desempeña como mediocampista ofensivo en el Athletico Paranaense, de la Serie B de Brasil. Tiene dos hermanos, Giuliano Zapelli y Julieta Zapelli.  

## Trayectoria
Dio sus primeros pasos como futbolista en un club de su ciudad natal, Atlético Carlos Paz hasta que a los 11 años llegó el Villarreal de España y lo llevó a sus inferiores. Estuvo 2 años en la cantera del submarino amarillo, pero debido a una normativa de la FIFA, tuvo que regresar a Argentina. 
Al volver a su país tuvo pruebas en distintos clubes, uno de ellos, Boca Juniors, en el cual no le daban pensión, por lo que no pudo continuar allí, más tarde tuvo que decidir entre dos equipos cordobeses, Talleres y Belgrano y decide formar parte del pirata desde el año 2016.
Bruno debutó en el club de Alberdi, el 5 de diciembre del año 2020, frente a Independiente Rivadavia, partido que terminó con la victoria celeste por 3 a 0.
En 2022 fue pieza clave en el armado del equipo de Guillermo Farré, siendo uno de los jugadores más importantes para la obtención del título para el equipo celeste. Un equipo que ha superado numerosas estadísticas y quedará en la historia de la divisional por la impactante superioridad que ha demostrado frente a sus rivales. Bruno ha sido ovacionado en varios cotejos, remarcando su importancia para la hinchada y el equipo.
En julio de 2023 partió al entonces subcampeón de la Copa Libertadores, Athletico Paranaense, por una cifra de alrededor de 5 millones y el 50% de su ficha.

## Selección nacional
Nacido en Argentina, tuvo un paso fugaz en la selección sub-21 de Italia.
Fue convocado para las fechas de eliminatorias en septiembre y octubre de 2023 para la selección mayor de Argentina, contra Ecuador y Bolivia en septiembre y Paraguay en octubre y disputó varios partidos amistosos con la Selección de fútbol sub-23 de Argentina.

## Estadísticas

### Clubes
Actualizado hasta su último partido disputado el 16 de agosto de 2025.
| Club                          | Div.          | Temporada     | Liga  | Liga  | Liga   | Estatales | Estatales | Estatales | Copas nacionales | Copas nacionales | Copas nacionales | Torneos internacionales | Torneos internacionales | Torneos internacionales | Total | Total | Total  |
| Club                          | Div.          | Temporada     | Part. | Goles | Asist. | Part.     | Goles     | Asist.    | Part.            | Goles            | Asist.           | Part.                   | Goles                   | Asist.                  | Part. | Goles | Asist. |
| ----------------------------- | ------------- | ------------- | ----- | ----- | ------ | --------- | --------- | --------- | ---------------- | ---------------- | ---------------- | ----------------------- | ----------------------- | ----------------------- | ----- | ----- | ------ |
| C. A. Belgrano Argentina      | 2.ª           | 2020          | 5     | 0     | 0      | —         | —         | —         | —                | —                | —                | —                       | —                       | —                       | 5     | 0     | 0      |
| C. A. Belgrano Argentina      | 2.ª           | 2021          | 28    | 2     | 5      | —         | —         | —         | —                | —                | —                | —                       | —                       | —                       | 28    | 2     | 5      |
| C. A. Belgrano Argentina      | 2.ª           | 2022          | 36    | 2     | 3      | —         | —         | —         | 1                | 0                | 0                | —                       | —                       | —                       | 37    | 2     | 3      |
| C. A. Belgrano Argentina      | 1.ª           | 2023          | 24    | 1     | 3      | —         | —         | —         | —                | —                | —                | —                       | —                       | —                       | 24    | 1     | 3      |
| C. A. Belgrano Argentina      | Total club    | Total club    | 93    | 5     | 11     | 0         | 0         | 0         | 1                | 0                | 0                | 0                       | 0                       | 0                       | 94    | 5     | 11     |
| Athletico Paranaense · Brasil | 1.ª           | 2023          | 21    | 2     | 2      | —         | —         | —         | —                | —                | —                | —                       | —                       | —                       | 21    | 2     | 2      |
| Athletico Paranaense · Brasil | 1.ª           | 2024          | 32    | 0     | 5      | 12        | 2         | 1         | 6                | 2                | 2                | 10                      | 1                       | 3                       | 60    | 5     | 11     |
| Athletico Paranaense · Brasil | 2ª            | 2025          | 20    | 3     | 5      | 12        | 0         | 3         | 6                | 0                | 1                | —                       | —                       | —                       | 38    | 3     | 9      |
| Athletico Paranaense · Brasil | Total club    | Total club    | 73    | 5     | 12     | 24        | 2         | 4         | 12               | 2                | 3                | 10                      | 1                       | 3                       | 119   | 10    | 22     |
| Total carrera                 | Total carrera | Total carrera | 166   | 10    | 23     | 24        | 2         | 4         | 13               | 2                | 3                | 10                      | 1                       | 3                       | 213   | 15    | 33     |
| 1. 2. 3. 4.                   |               |               |       |       |        |           |           |           |                  |                  |                  |                         |                         |                         |       |       |        |

## Palmarés

#### Títulos nacionales
| Título             | Club           | País      | Año  |
| ------------------ | -------------- | --------- | ---- |
| Primera B Nacional | C. A. Belgrano | Argentina | 2022 |

#### Títulos regionales
| Título                | Club                 | Estado | Año  |
| --------------------- | -------------------- | ------ | ---- |
| Campeonato Paranaense | Athletico Paranaense | Paraná | 2024 |